# 船橋市立船橋特別支援学校
船橋市立船橋特別支援学校（ふなばししりつ ふなばしとくべつしえんがっこう）は、千葉県船橋市金堀町にある公立特別支援学校。

## 指導科構成
- 小学部
- 中学部
- 高等部

## 沿革
- 1979年（昭和54年）4月1日 - 船橋市立船橋養護学校設立
- 2007年（平成19年）4月1日 - 学校名を「船橋市立船橋特別支援学校」に変更
- 2009年（平成21年）4月 - 小学部を、閉校されていた旧船橋市立高根台第一小学校校舎に移転、開設。
  - 所在地：千葉県船橋市高根台2丁目1番地1号 (小学部)